# Europa Clipper
Europa Clipper, známá dříve jako Europa Multiple Flyby Mission, je vesmírná sonda NASA, která má zkoumat Jupiterův měsíc Europa prostřednictvím série průletů. Sonda odstartovala v říjnu 2024, jde zatím o vůbec největší sondu NASA pro planetární misi.
Sonda navazuje na výzkumy sondy Galileo během jejího pobytu v letech 1995 až 2003 na oběžné dráze Jupitera, když tyto výzkumy naznačily existenci podpovrchového oceánu pod ledovou kůrou Europy. Plány na vyslání kosmické sondy k Europě byly původně koncipovány v rámci projektů Europa Orbiter a Jupiter Icy Moons Orbiter, v jejichž rámci měla být sonda vyslána na oběžnou dráhu kolem Europy. Vzhledem k nepříznivým účinkům záření z Jupiterovy magnetosféry na oběžné dráze Europy však bylo rozhodnuto, že bezpečnější bude místo toho vyslat sondu na eliptickou dráhu kolem Jupiteru a provést 44 blízkých průletů kolem měsíce Europa.

Animace trajektorie sondy od října 2024 do dubna 2030:
Europa Clipper
Země
Jupiter
Slunce
Mars

Start sondy proběhl 14. října 2024, byla vypuštěna na palubě rakety Falcon Heavy. Sonda má využít gravitační manévry pomocí Marsu v únoru 2025 a Země v prosinci 2026 a k Europě má dorazit v dubnu 2030.